# Тэлмэн
Тэлмэн (монг. Тэлмэн) — сомон аймака Завхан в западной части Монголии. Численность населения по данным 2010 года составила 2 293 человека.
Центр сомона — посёлок Увгуд, расположенный в 122 километрах от административного центра аймака — города Улиастай и в 862 километрах от столицы страны — Улан-Батора.

## География
Сомон расположен в западной части Монголии. Граничит с соседними сомонами Идэр, Нумрег, Тосонцэнгэл и Яруу, а также с соседним аймаком Хувсгел. На территории Тэлмэна располагаются горы Буга Ундур, Баянзурх, Хангай, Цагаан чулуут, Угуумуур. В сомоне расположена часть крупного солёного озера Тэлмэн-Нуур.
Из полезных ископаемых в сомоне встречаются железная руда, строительное сырьё.

## Климат
Климат резко континентальный. Средняя температура января -24-32 градусов, июля +14 градусов. Ежегодная норма осадков составляет 220-280 мм.

## Фауна
Животный мир Тэлмэна представлен косулями, корсаками, манулами, кабанами, волками, зайцами, тарбаганами.

## Инфраструктура
В сомоне есть школа, больницы, турбазы.

## Известные уроженцы
- Будрагчаа Содномбалжирын (1933—1998) — монгольский государственный деятель, генерал-майор.